# Dekanat świętokrzyski (diecezja sandomierska)
Dekanat Świętokrzyski – jeden z 25 dekanatów w rzymskokatolickiej diecezji sandomierskiej. Obecnym dziekanem jest ks. Krzysztof Kozieł.

## Parafie
W skład dekanatu wchodzi 9 parafii:
- parafia św. Mikołaja – Baćkowice
- parafia Nawiedzenia Najświętszej Maryi Panny – Bardo
- parafia św. Michała Archanioła – Łagów
- parafia św. Wawrzyńca – Nowa Słupia
- parafia św. Stanisława – Piórków
- parafia Świętej Trójcy – Raków
- parafia MB Częstochowskiej – Rudki
- parafia św. Doroty – Stara Zbelutka
- parafia św. Stanisława – Szumsko

Na terenie dekanatu istnieje 1 kościół rektoralny:
- kościół rektoralny Relikwii Drzewa Krzyża Świętego – Święty Krzyż

## Sąsiednie dekanaty
Bodzentyn (diec. kielecka), Daleszyce (diec. kielecka), Opatów, Starachowice–Południe (diec. radomska), Staszów, Szewna.